# Распутин, Валентин Григорьевич
Валенти́н Григо́рьевич Распу́тин (15 марта 1937, село Усть-Уда, Восточно-Сибирская область — 14 марта 2015, Москва) — русский советский и российский писатель и публицист, общественный деятель. Один из наиболее значительных представителей «деревенской прозы».
Герой Социалистического Труда (1987). Лауреат двух Государственных премий СССР (1977, 1987), Государственной премии России (2012) и Премии Правительства РФ (2010). Член Союза писателей СССР с 1967 года.
В 1991 году стал одним из вдохновителей создания Петровской академии наук и искусств. В 1994 году выступил инициатором создания Всероссийского фестиваля «Дни русской духовности и культуры „Сияние России“» (Иркутск).
По данным СМИ, был представлен в 2010 году на соискание Нобелевской премии в области литературы.

## Биография
Валентин Распутин родился 15 марта 1937 года в селе Усть-Уда Восточно-Сибирской (ныне Иркутская) области в крестьянской семье. Мать — Нина Ивановна Распутина (Чернова), отец — Григорий Никитич Распутин. С двух лет жил в деревне Аталанка Усть-Удинского района. Окончив местную начальную школу, вынужден был один уехать за пятьдесят километров от дома, где находилась средняя школа, об этом периоде впоследствии будет создан знаменитый рассказ «Уроки французского» (1973). После школы поступил на историко-филологический факультет Иркутского государственного университета. В студенческие годы стал внештатным корреспондентом молодёжной газеты. Один из его очерков обратил на себя внимание редактора. Позже этот очерк под заголовком «Я забыл спросить у Лёшки» был опубликован в альманахе «Ангара» в 1961 году.
В 1979 году вошёл в редакционную коллегию книжной серии «Литературные памятники Сибири» Восточно-Сибирского книжного издательства. В 1980-х годах был членом редакционной коллегии «Роман-газеты». Жил и работал в Иркутске, Красноярске и Москве. Умер 14 марта 2015 года, был похоронен в Знаменском монастыре Иркутска.

## Семья
Отец — Григорий Никитич Распутин (1913—1974 гг.), мать — Нина Ивановна Распутина (1912—1996 гг.). Валентин был старшим ребёнком, также у родителей было ещё двое детей.
Первая жена — Светлана Ивановна Распутина (1939—2012 гг..), дочь писателя Ивана Молчанова-Сибирского, родная сестра Евгении Ивановны Молчановой, супруги поэта Владимира Скифа.
Сын — Сергей Распутин (1961 г. р.), основатель и руководитель языковой школы в Иркутске.
Дочь — Мария Распутина (8 мая 1971 — 9 июля 2006), музыковед, органист, преподаватель Московской консерватории, погибла в авиакатастрофе 9 июля 2006 года в Иркутске. В память о ней в 2009 году российский композитор Роман Леденёв написал «Три драматических отрывка» и «Последний полёт». В память о дочери Валентин Распутин передал Иркутску эксклюзивный орган, сделанный много лет назад петербургским мастером Павлом Чилиным специально для Марии.
Вторая жена — Ольга Владимировна Лосева (1954 г. р.), доктор искусствоведения, профессор Московской консерватории.

## Творчество
Окончив университет в 1959 году, Распутин несколько лет работал в газетах Иркутска и Красноярска, часто бывал на строительстве Красноярской ГЭС и магистрали Абакан — Тайшет. Очерки и рассказы об увиденном позже вошли в его сборники «Костровые новых городов» и «Край возле самого неба».
В 1965 году показал несколько новых рассказов приехавшему в Читу на совещание молодых писателей Сибири Владимиру Чивилихину, который стал «крёстным отцом» начинающего прозаика. Среди русских классиков своими учителями Распутин считал Достоевского и Бунина.
С 1966 года — профессиональный литератор, с 1967 года — член Союза писателей СССР.
Первая книга «Край возле самого неба» вышла в Иркутске в 1966 году. В 1967 году в Красноярске была издана книга «Человек с этого света». В том же году повесть «Деньги для Марии» была опубликована в иркутском альманахе «Ангара» (№ 4), а в 1968 году она вышла отдельной книгой в Москве в издательстве «Молодая гвардия».
Затем последовали рассказ «Уроки французского» (1973), повести «Живи и помни» (1974) и «Прощание с Матёрой» (1976).
В 1981 году вышли новые рассказы «Наташа», «Что передать вороне?», «Век живи — век люби».
Появление в 1985 году повести «Пожар», отличающейся остротой и современностью проблемы, вызвало большой интерес у людей.
В последние годы писатель много времени и сил отдавал общественной и публицистической деятельности, не прерывая творчества. В 1995 году вышли в свет его рассказ «В ту же землю», а также очерки «Вниз по Лене-реке». На протяжении 1990-х годов Распутин опубликовал ряд рассказов из «Цикла рассказов о Сене Позднякове»: «Сеня едет» (1994), «Поминный день» (1996), «Вечером» (1997).
В 2006 году вышло третье издание альбома очерков писателя «Сибирь, Сибирь…» (предыдущие издания 1991, 2000).
В 2010 году Союз писателей России выдвигал кандидатуру Валентина Распутина на присуждение Нобелевской премии по литературе.
Произведения Распутина «Последний срок», «Прощание с Матерой», «Живи и помни» (одно по выбору) входят в программу по литературе для 11 класса.
В Иркутской области его произведения входят в региональную школьную программу по внеклассному чтению для 5-6 классов.
В 2013 году с Виктором Кожемяко опубликовал книгу «Эти двадцать убийственных лет».

## Общественно-политическая деятельность
С началом «перестройки» Распутин включился в широкую общественно-политическую борьбу, занимал последовательную антилиберальную позицию, подписал, в частности, антиперестроечное письмо с осуждением журнала «Огонёк» («Правда», 18 января 1989), «Письмо писателей России» (1990), «Слово к народу» (июль 1991), обращение сорока трёх «Остановить реформы смерти» (2001). Крылатой формулой контрперестройки стала процитированная Распутиным в выступлении на I Съезде народных депутатов СССР фраза Столыпина: «Вам нужны великие потрясения. Нам нужна великая страна».
2 марта 1990 года в газете «Литературная Россия» опубликовано «Письмо писателей России», адресованное Верховному Совету СССР, Верховному Совету РСФСР и ЦК КПСС, где, в частности, говорилось:

«В последние годы под знамёнами объявленной „демократизации“, строительства „правового государства“, под лозунгами борьбы с „фашизмом и расизмом“ в нашей стране разнуздались силы общественной дестабилизации, на передний край идеологической перестройки выдвинулись преемники откровенного расизма. Их прибежище — многомиллионные по тиражам периодические издания, теле- и радиоканалы, вещающие на всю страну.
Происходит беспримерная во всей истории человечества массированная травля, шельмование и преследование представителей коренного населения страны, по существу объявляемого „вне закона“ с точки зрения того мифического „правового государства“, в котором, похоже, не будет места ни русскому, ни другим коренным народам России».

Был среди 74 литераторов, подписавших это обращение.
В 1989—1990 — народный депутат СССР.

Летом 1989 года на первом съезде народных депутатов СССР впервые высказал предложение о выходе России из СССР: 
Мы, россияне, с уважением и пониманием относимся к национальным чувствам и проблемам всех без исключения народов и народностей нашей страны. Но мы хотим, чтобы понимали и нас… Здесь, на съезде, хорошо заметна активность прибалтийских депутатов, парламентским путём добивающихся внесения в Конституцию поправок, которые позволили бы им распрощаться с этой страной. Не мне давать в таких случаях советы. Вы, разумеется, согласно закону и совести распорядитесь сами своей судьбой. Но по русской привычке бросаться на помощь, я размышляю: а может быть, России выйти из состава Союза, если во всех своих бедах вы обвиняете её, и если её слаборазвитость и неуклюжесть отягощают ваши прогрессивные устремления? Может, так лучше? Это, кстати, помогло бы и нам решить многие проблемы, как настоящие, так и будущие.

Эта «концепция» вызвала одобрение Анатолия Черняева: 
...я вспомнил «концепцию» Астафьева-Распутина (к тому же читаю В. Соловьева «Русский вопрос») — и стал склоняться к тому, что многонациональную проблему СССР можно решить только через «русский вопрос». Пусть Россия уйдет из СССР и пусть остальные «как хотят».
Впоследствии Распутин утверждал, что в нём «имеющий уши услышал не призыв к России хлопнуть союзной дверью, а предостережение не делать с одури или сослепу, что одно и то же, из русского народа козла отпущения».
В 1990—1991 — член Президентского совета СССР при Горбачёве. Комментируя в позднейшей беседе этот эпизод его жизни, писатель считал работу в совете безрезультативной и сожалел о согласии в нём участвовать.
В декабре 1991 года был одним из тех, кто поддержал обращение к Президенту СССР и Верховному Совету СССР с предложением о созыве чрезвычайного Съезда народных депутатов СССР.
В 1996 году был одним из инициаторов открытия Православной женской гимназии во имя Рождества Пресвятой Богородицы в Иркутске.
В Иркутске содействовал изданию православно-патриотической газеты «Литературный Иркутск», входил в совет литературного журнала «Сибирь».
В 2007 году выступил в поддержку Геннадия Зюганова. Являлся сторонником КПРФ.
С почтением относился к исторической роли Сталина и к его восприятию в общественном сознании. С 26 июля 2010 года — член Патриаршего совета по культуре (Русская православная церковь)
30 июля 2012 высказался в поддержку уголовного преследования известной феминистской панк-группы Pussy Riot; вместе с Валерием Хатюшиным, Владимиром Крупиным, Константином Скворцовым опубликовал заявление под названием «Молчать не позволяет совесть». В нём он не только ратовал за уголовное преследование, но и весьма критически отозвался о письме деятелей культуры и искусства, написанном в конце июня, назвав их соучастниками «грязного ритуального преступления».
6 марта 2014 года подписал обращение Союза писателей России к Федеральному собранию и президенту Российской Федерации Путину, в котором выразил поддержку действиям России в отношении Крыма и Украины.

## Память
- 19 марта 2015 года имя Валентина Распутина было присвоено средней школе № 5 в Урюпинске (Волгоградская область)[39].
- Имя Валентина Распутина присвоено научной библиотеке ИГУ[40].
- Журнал «Сибирь» № 357/2 (2015) полностью посвящён Валентину Распутину[41][42].
- Имя Валентина Распутина будет присвоено средней школе в Усть-Уде (Иркутская область)[43].
- Имя Валентина Распутина будет присвоено школе в Братске[44].
- В 2015 году имя Валентина Распутина было присвоено Байкальскому международному фестивалю научно-популярных и документальных фильмов «Человек и Природа»[45].
- 15 марта 2017 года в Иркутске был открыт музей Валентина Распутина[46].
- Имя Валентина Распутина было присвоено городской библиотеке в г. Дивногорске.
- 1 сентября 1993 года в честь В. Г. Распутина назван астероид 4537 Valgrirasp, открытый в 1987 году советским астрономом Л. И. Черных[47].

## Награды

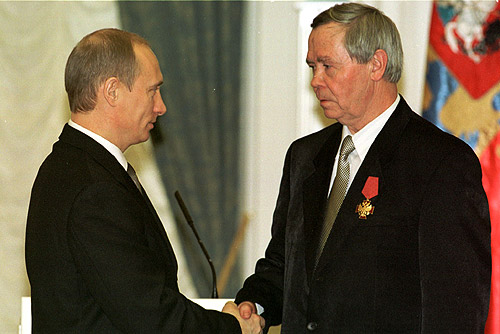
Награждение Орденом «За заслуги перед Отечеством» IV степени. 26 декабря 2002 года

### Государственные награды
- Герой Социалистического Труда (Указ Президиума Верховного Совета СССР от 14 марта 1987, Орден Ленина и Золотая медаль «Серп и Молот») — за большие заслуги в развитии советской литературы, плодотворную общественную деятельность и в связи с пятидесятилетием со дня рождения
- Орден «За заслуги перед Отечеством» III степени (8 марта 2007 года) — за большие заслуги в развитии отечественной литературы и многолетнюю творческую деятельность[48]
- Орден «За заслуги перед Отечеством» IV степени (28 октября 2002 года) — за большой вклад в развитие отечественной литературы[49]
- Орден Александра Невского (1 сентября 2011 года) — за особые личные заслуги перед Отечеством в развитии культуры и многолетнюю творческую деятельность[50]
- Орден Ленина (16 ноября 1984 года) — за заслуги в развитии советской литературы и в связи с 50-летием образования Союза писателей СССР[51]
- Орден Трудового Красного Знамени (1981),

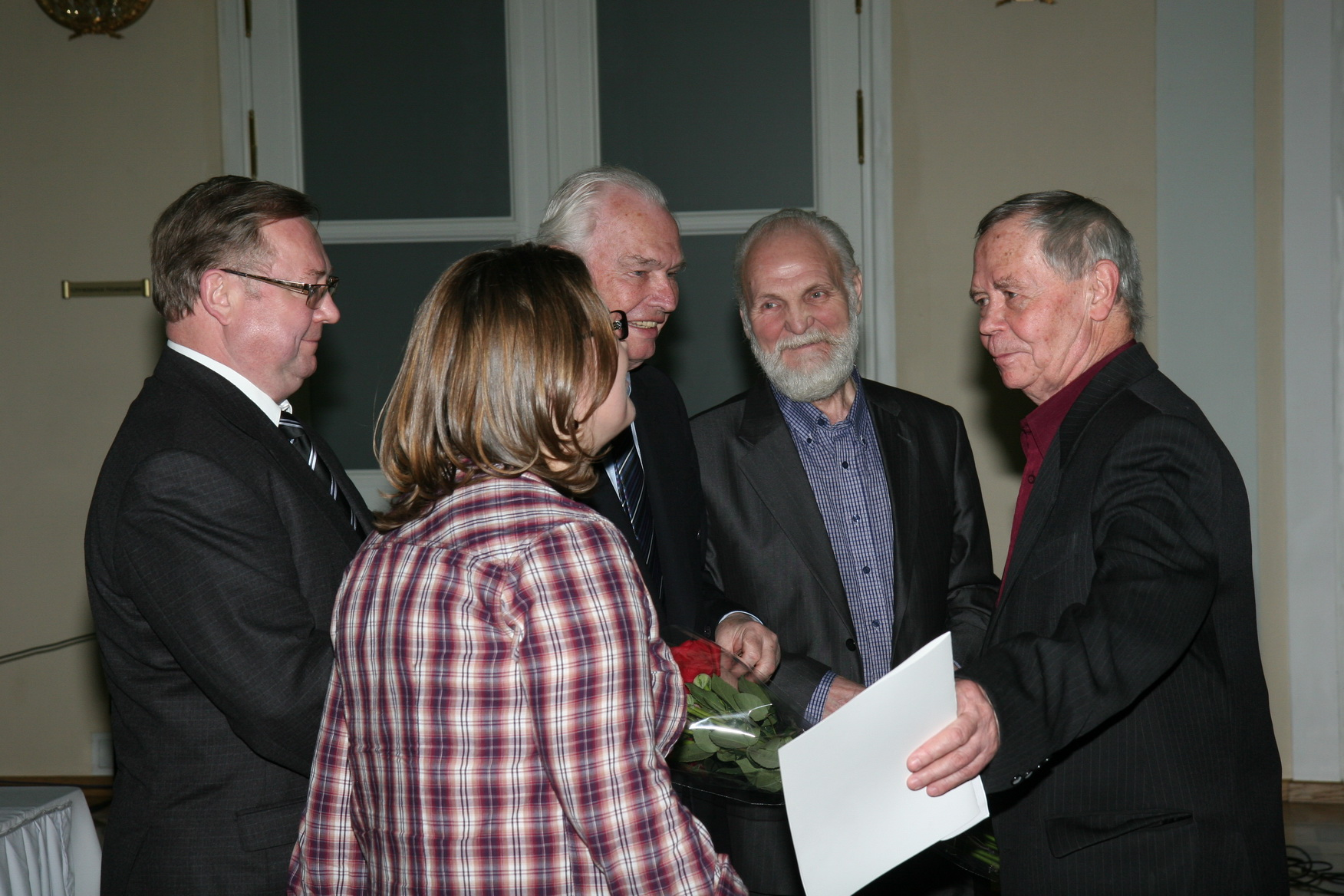
Церемония вручения Большой литературной премии России за 2011 год. 1 декабря 2011 года

- Орден «Знак Почёта» (1971),

### Премии
- Лауреат Государственной премии Российской Федерации за выдающиеся достижения в области гуманитарной деятельности 2012 года (7 июня 2013 года)[52],
- Лауреат премии Президента Российской Федерации в области литературы и искусства (13 февраля 2004 года)[53],
- Лауреат премии Правительства России за выдающиеся заслуги в области культуры (23 декабря 2009 года) — за книгу «Сибирь, Сибирь»[54][55],
- Лауреат Государственной премии СССР (1977, 1987),
- Лауреат премии Иркутского комсомола им. Иосифа Уткина (1968),
- Лауреат премии им. Л. Н. Толстого (1992),
- Лауреат премии Фонда развития культуры и искусства при Комитете культуры Иркутской области (1994),
- Лауреат премии им. Святителя Иннокентия Иркутского (1995),
- Лауреат премии журнала «Сибирь» им. А. В. Зверева,
- Лауреат премии Александра Солженицына[56] (2000),
- Лауреат Литературной премии им. Ф. М. Достоевского (2001),
- Лауреат Национальной премии «Имперская культура» имени Эдуарда Володина (2003) в номинации «Проза»,
- Лауреат премии им. Александра Невского «России верные сыны»[57] (2004),
- Лауреат премии «Лучший зарубежный роман года. XXI век» (Китай, 2005),
- Лауреат Всероссийской литературной премии имени Сергея Аксакова (2005),
- Лауреат премии Международного фонда единства православных народов[58] (2011),
- Лауреат премии «Ясная поляна»[59] (2012),

Почётный гражданин Иркутска (1986), Почётный гражданин Иркутской области (1998).

## Произведения

### Повести
- Деньги для Марии (1967)
- Последний срок (1970)
- Живи и помни (1974)
- Прощание с Матёрой (1976)
- Пожар (1985)
- Дочь Ивана, мать Ивана (2003)

### Рассказы и очерки
- Я забыл спросить у Алёшки… (1961)
- Край возле самого неба (1966)
- Костровые новых городов (1966)
- Вверх и вниз по течению (1972)
- Уроки французского (1973)
- Век живи — век люби (1982)
- Сибирь, Сибирь…(1991)
- Эти двадцать убийственных лет (в соавторстве с Виктором Кожемяко) (2013)

### Экранизации
- 1969 — «Рудольфио», реж. Динара Асанова
- 1969 — «Рудольфио», реж. Валентин Куклев (студенческая работа во ВГИК)[62]
- 1978 — «Уроки французского», реж. Евгений Ташков
- 1978 — «Живи и помни», реж. Михаил Евдокимов
- 1980 — «Встреча», реж. Александр Итыгилов
- 1980 — «Продаётся медвежья шкура», реж. Александр Итыгилов
- 1981 — «Прощание», реж. Лариса Шепитько и Элем Климов
- 1981 — «Василий и Василиса», реж. Ирина Поплавская
- 1985 — «Деньги для Марии», реж. Владимир Андреев, Владимир Храмов
- 2008 — «Живи и помни», реж. Александр Прошкин
- 2016 — «Последний срок», канал «Культура» экранизировал спектакль Иркутского драматического театра им. Охлопкова

### Издания
Выборочно:
- Костровые новых городов: Очерки. — Красноярск: Кн. изд-во, 1966. — 100 с.
- Край возле самого неба: Очерки и рассказы. — Иркутск: Вост.-Сиб. кн. изд-во, 1966. — 66 с. [На обл. авт. не указан]
- Человек с этого света: Рассказы. — Ил.: И. Щукин. — Красноярск: Кн. изд-во, 1967. — 120 с.: ил.
- Деньги для Марии: Повесть. — Первая публикация: альманах «Ангара», 1967, № 4. — С. 12—51; журнал «Сибирские огни», 1967, № 9. — С. 9—72.
- Деньги для Марии: Повесть и рассказы. — Послесл. Ф. Кузнецова. — М.: Молодая гвардия, 1968. — 286 с.: ил.
- Последний срок: [Повесть и рассказы; Последний срок; Василий и Василиса; Встреча; Рудольфио]. — Ил. А. Шипицын. — Иркутск: Вост.-Сиб. кн. изд-во, 1970. — 248 с.: ил.
- Последний срок; Деньги для Марии: Повести. — Послесл. С. Викулова. — Новосибирск: Зап.-Сиб. кн. изд-во, 1971. — 375 с.: портр. (Молодая проза Сибири)
- Вниз и вверх по течению: Очерк одной поездки; Последний срок; Деньги для Марии: Повести. — М.: Советская Россия, 1972. — 300 с.: портр.; (Романы, повести, рассказы Советской России)
- Живи и помни: Повесть. — Первая публикация: журнал «Наш современник» (1974, № 10—11)
- Деньги для Марии: Повести. — Иркутск: Вост.-Сиб. кн. изд-во, 1975. — 327 с. (Земля родная)
- Живи и помни: Повесть, рассказы. — М.: Современник, 1975. — 271 с. (Новинки «Современника»)
- Прощание с Матёрой: Повесть. — Первая публикация: журнал «Наш современник» (№ 10, 11), 1976.
- Повести. — Предисл. С. Залыгина. — Худож. Д. Шимилис. — М.: Мол. гвардия, 1976. — 654 с., портр.: ил.
- Последний срок; Деньги для Марии: Повести. — М.: Художественная литература, 1976. — 110 с.; (Роман-газета; № 23 (813)
- Живи и помни: Повесть. — М.: Худож. лит., 1978. — 88 с.; 2 (Роман-газета; № 7 (845)
- Живи и помни: Повести. — Худож. В. В. Бахтин. — Красноярск: Кн. изд-во, 1978. — 403 с.: ил.
- Живи и помни: [Повесть, рассказы: Живи и помни; Вниз и вверх по течению: Очерк одной поездки; Рудольфио; Встреча; Василий и Василиса; Уроки французского. — Послесл. Н. Котенко. — Иркутск: Вост.-Сиб. кн. изд-во, 1978. — 320 с. (Современная сибирская повесть)
- Повести: [Живи и помни; Прощание с Матерой]. — Худож. Н. Крылов. — М.: Сов. Россия, 1978. — 384 с.: ил.
- Деньги для Марии: Пьеса в 2 д. / Отв. ред. Е. Якушкина. — М.: Бюро распространения драм. произведений и информ.-реклам. материалов ВААП, 1978. — 95 с.
- Живи и помни: Драма в 2 актах / Отв. ред. В. Цирнюк. — М.: ВААП-Информ, 1979. — 69 с.
- На реке Ангаре: [Рассказ. Для ст. дошкол. возраста]. — Худож. К. Безбородов. — М.: Малыш, 1980. — 18 с.: цв. ил.
- Живи и помни: Повесть. — М.: Советский писатель, 1980. — 207 с.: портр. (Б-ка произведений, удостоен. Гос. премии СССР)
- Повести. — Предисл. С. Залыгина. — 3-е изд. — М.: Мол. гвардия, 1980. — 654 с.: ил.
- Живи и помни: Роман. — Худож. С. Д. Солдатов. — Элиста: Калм. кн. изд-во, 1980. — 220 с.: ил.
- Уроки французского: Рассказ. Для сред. и ст. школ. возраста. — Иркутск: Вост.-Сиб. кн. изд-во, 1981. — 46 с.
- Уроки французского: Рассказ. Для сред. школ. возраста. — Худож. В. Гальдяев. — М.: Сов. Россия, 1981. — 61 с.: цв. ил.
- Четыре повести. — Послесл. А. Дырдина. — Л.: Лениздат, 1982. — 654 с.: ил., 1 л. портр.
- Век живи — век люби: Рассказы и очерки. — М.: Молодая гвардия, 1982. — 285 с.
- Уроки французского: Рассказ. [Для мл. возраста]. — Рис. Ю. Тризны. — М.: Детская литература, 1982. — 110 с.: ил.
- Край возле самого неба: [Для дошк. возраста]. — Рис. П. Багина. — М.: Малыш, 1982. — 24 с.: цв. ил.
- На реке Ангаре: Рассказ. Для дошк. возраста. — Рис. П. Багина. — М.: Малыш, 1983. — 16 с.: цв. ил.
- Повести. — Вступ. ст. С. Залыгина. — Минск: Беларусь, 1983. — 528 с.
- Прощание с Матёрой: Повести и рассказы. — Худож. А. И. Аносов. — Иркутск: Вост.-Сиб. кн. изд-во, 1983. — 479 с.: ил.
- Земля Родины: [Для мл. шк. возраста]. — Худож. П. Багин. М.: Малыш, 1984. — 80 с.: цв. ил.
- Повести и рассказы. — М.: Современник, 1984. — 736 с. (Сельская библиотека Нечерноземья)
- Повести. — Послесл. С. Залыгина. — [Переиздание]. — Хабаровск: Кн. изд-во, 1984. — 654 с.: ил.; (Байкало-Амур. б-ка «Мужество»)
- Повести. — Вильнюс: Мокслас, 1985. — 335 с.
- Живи и помни: Повесть. — Омск: Кн. изд-во, 1985. — 208 с.: портр. (Школьная б-ка)
- Последний срок; Прощание с Матёрой: Повести и рассказы. — М.: Советский писатель, 1985. — 414 с.
- На реке Ангаре: Рассказы. Для мл. шк. возраста. — Худож. П. Багин. — Киев: Веселка, 1985. — 15 с.: цв. ил.
- На реке Ангаре: Для дошк. возраста. — Рис. П. Багина. — М.: Малыш, 1986. — 16 с.: цв. ил. (Страна родная)
- Последний срок; Прощание с Матёрой; Пожар: Повести. — М.: Сов. Россия, 1986. — 384 с.; портр.
- Уроки французского: Рассказы: [Для сред. и ст. шк. возраста]. — Худож. А. П. Цветов. — Ставрополь: Кн. изд-во, 1986. — 62 с.: ил.
- Живи и помни: Повести. [Переизд.] — Кемерово: Кн. изд-во, 1986. — 608 с. (Современная сибирская повесть)
- Что в слове, что за словом: Очерки, интервью, рецензии. — Иркутск: Вост.-Сиб. кн. изд-во, 1987. — 335 с.; портр.
- Живи и помни: Повести и рассказы. — Таллинн: Ээсти раамат, 1986. — 352 с.
- Живи и помни: Повесть. — Худож. В. Ю. Лукаш. — Донецк: Донбас, 1988. — 187 с.: портр.; ISBN 5-7740-0048-6 (Школьная б-ка)
- Повести. — Вступ. ст. С. Залыгина. — Новосибирск: Кн. изд-во, 1988. — 397 с.
- Живи и помни: Повести. — Худож. В. Раменский, В. Еранкин. — Барнаул: Алт. кн. изд-во, 1988. — 694 с.: ил.
- Что передать вороне?: Рассказы: [Для ст. возраста]. — Худож. Б. Алимов. — М.: Дет. лит., 1988. — 190 с.: ил.; ISBN 5-08-001367-2
- Живи и помни: Повести. — Послесл. И. Рогощенкова. — Петрозаводск: Карелия, 1989. — 431 с.; ISBN 5-7545-0141-2 (Сел. б-ка Нечерноземья)
- Живи и помни: Повести и рассказы. — Худож. А. С. Бакулевский, А. А. Бакулевский. — Йошкар-Ола: Марийское кн. изд-во, 1989. — 464 с.: ил.; ISBN 5-7590-0047-0 (Б-ка Нечерноземья)
- Повести. — Послесл. С. Залыгина. — Иркутск: Вост.-Сиб. кн. изд-во, 1989. — 254 с.; ISBN 5-7424-0128-0
- Уроки французского: [Сборник]. — Послесл. А. Неверова. — М.: Худож. лит., 1989. — 286 с.; ISBN 5-280-01301-3 (Роман-газета для юношества)
- Знать себя патриотом. — Иркутск: Вост.-Сиб. кн. изд-во, 1989. — 39 с.; ISBN 5-7424-0335-6 (Позиция)
- Живи и помни; Пожар: Повести. — Вступ. ст. Т. А. Никоновой. — Воронеж: Центр.-Чернозем. кн. изд-во, 1989. — 272 с.; ISBN 5-7458-0051-8 (Молодому современнику о великом народ. подвиге)
- Повести: [Пожар; Прощание с Матёрой; Живи и помни; Последний срок; Деньги для Марии]. — Худож. В. И. Сытченко. — Минск: Нар. асвета, 1989. — 672 с.: ил.; ISBN 5-341-00236-9
- Пожар: Повести. — Худож. Ю. Алексеева. — М.: Сов. писатель, 1990. — 238 с.: ил.; ISBN 5-265-00618-4
- Повести. — Послесл. Л. Вуколова. — М.: Профиздат, 1990. — 423 с.: портр.; ISBN 5-255-00140-6
- Последний срок; Прощание с Матёрой: Повести. Рассказ. — Худож. В. Губарев. — Минск: Юнацтва, 1990. — 383 с., портр.: ил. ISBN 5-7880-0358-1
- Последний срок; Прощание с Матёрой; Пожар: Повести. — Худож. И. А. Гусева, Т. В. Толстая. — М.: Современник, 1991. — 399 с.: ил.; ISBN 5-270-01470-X
- Сибирь, Сибирь… — М.: Мол. гвардия, 1991. — 284 с.: ил.; ISBN 5-235-00665-8 (Отечество. Старое. Новое. Вечное)
- Пожар: Повесть. — Алма-Ата: Жалын, 1991. — 222 с.: ил.; ISBN 5-610-00620-1 (В кругу друзей)
- Живи и помни: Повести. — М.: Голос, 1993. — 495 с.; ISBN 5-7117-0030-8 (Русская проза XX века)
- Что передать вороне?: [Сборник]. — Худож. О. В. Ремезова. — Курган: Зауралье, 1995. — 509 с.: ил.; ISBN 5-87247-069-X (Современная русская классика)
- Живи и помни. — Предисл. В. Я. Курбатова. — М.: Панорама, 1997. — 438; портр.; ISBN 5-85220-460-9 (Русская литература. XX век)
- Нежданно-негаданно: Повесть и рассказы: [Для ст. шк. возраста]. — М.: Дет. лит., 1998. — 286 с.: ил, портр.; ISBN 5-08-003823-3 (Школьная библиотека)

### Собрания сочинений
- Избранные произведения в 2 томах. — М.: Молодая гвардия, 1984. — 150 000 экз.
- Избранные произведения в 2 томах. — [Вступ. ст. Н. Котенко, С. 5—23]. — М.: Художественная литература, 1990. — 100 000 экз.
  - Т. 1: Рассказы. Повести. — М.: Худож. лит. — 415 с., портр; ISBN 5-280-01079-0
  - Т. 2: Повести. Очерк. — М.: Худож. лит. — 447 с.; ISBN 5-280-01081-2
- Собрание сочинений в 3 томах. — М.: Молодая гвардия — Вече-АСТ, 1994. — 50 000 экз.
  - Т. 1: Деньги для Марии: Повесть; Живи и помни: Повесть; Рассказы. — М.: Мол. гвардия: Вече-АСТ, 1994. — 510 с.; ISBN 5-235-02225-4
  - Т. 2: Последний срок: Повесть; Прощание с Матерой: Повесть; Пожар: Повесть. — М.: Мол. гвардия: Вече-АСТ, 1994. — 416 с.; ISBN 5-235-02226-2
  - Т. 3: Сибирь, Сибирь…: Очерки; Публицистика. — М.: Мол. гвардия: Вече-АСТ, 1994. — 495 с.; ISBN 5-235-02227-0
- Избранные произведения в 2 томах. — М.: Современник, Братск: ОАО «Братсккомплексхолдинг»., 1997.
- Собрание сочинений в 2 томах: Подарочное издание. — Калининград: Янтарный сказ, 2001. — (Русский путь).
- Собрание сочинений в 4 томах (комплект). — Издатель Сапронов, 2007. — 6000 экз.
- Малое собрание сочинений. — М.: Азбука-Аттикус, Азбука, 2015. — 3000 экз. — (Малое собрание сочинений).
- Распутин В. Г. У нас остаётся Россия: Очерки, эссе, статьи, выступления, беседы / Составление Т. И. Маршковой, предисловие В. Я. Курбатова / Отв. ред. О. А. Платонов. — М.: Институт русской цивилизации, 2015. — 1200 с.

## Публикации в прессе
- У нас — Поле Куликово, у них — «поле чудес»: Писатель Валентин Распутин в беседе с Виктором Кожемяко // Журнал «Час России». — 2000. — № 1 (май).
- В святотатстве и больших деньгах нет вдохновения: Писатель Валентин Распутин в беседе с Виктором Кожемяко // voskres.ru
- Цена жизни: Писатель Валентин Распутин в беседе с Виктором Кожемяко // Правда. — 2007. — № 2.
- Увольнение журналиста Распутина // Известия
- Наше государство убивает само себя // svpressa.ru
- Молчать не позволяет совесть: Обращение писателей и публицистов в поддержку уголовного преследования «Pussy Riot» // interfax-religion.ru